# 千倉站
千倉站（日语：／ Chikura eki */?）是位於千葉縣南房總市千倉町瀨戶2079號，東日本旅客鐵道（JR東日本）的內房線車站。此站為千葉縣和關東地方最南車站。

## 歷史
- 1921年（大正10年）6月1日：國有鐵道開設此站[1]。
- 1974年（昭和49年）4月：綠色窗口開始營業[2]。
- 1987年（昭和62年）4月1日：伴隨國鐵分割民營化，車站由東日本旅客鐵道（JR東日本）營運[1]。
- 2007年（平成9年）
  - 1月：開始建設新車站大樓[3]。
  - 8月9日：新車站大樓落成，大樓內同時設有觀光詢問處[3]。
  - 12月27日：開始進行市道站前線道路改善工程與排水維修工程。
- 2008年（平成20年）5月30日：市道站前線道路改善工程與排水維修工程完成。
- 2009年（平成21年）3月14日：此站可以使用IC卡「Suica」[4]。成為東京近郊區間區域內[4]。
- 2015年（平成27年）10月20日：成為業務委託車站[5]。
- 2016年（平成28年）3月1日：當日起綠色窗口結業[5]。

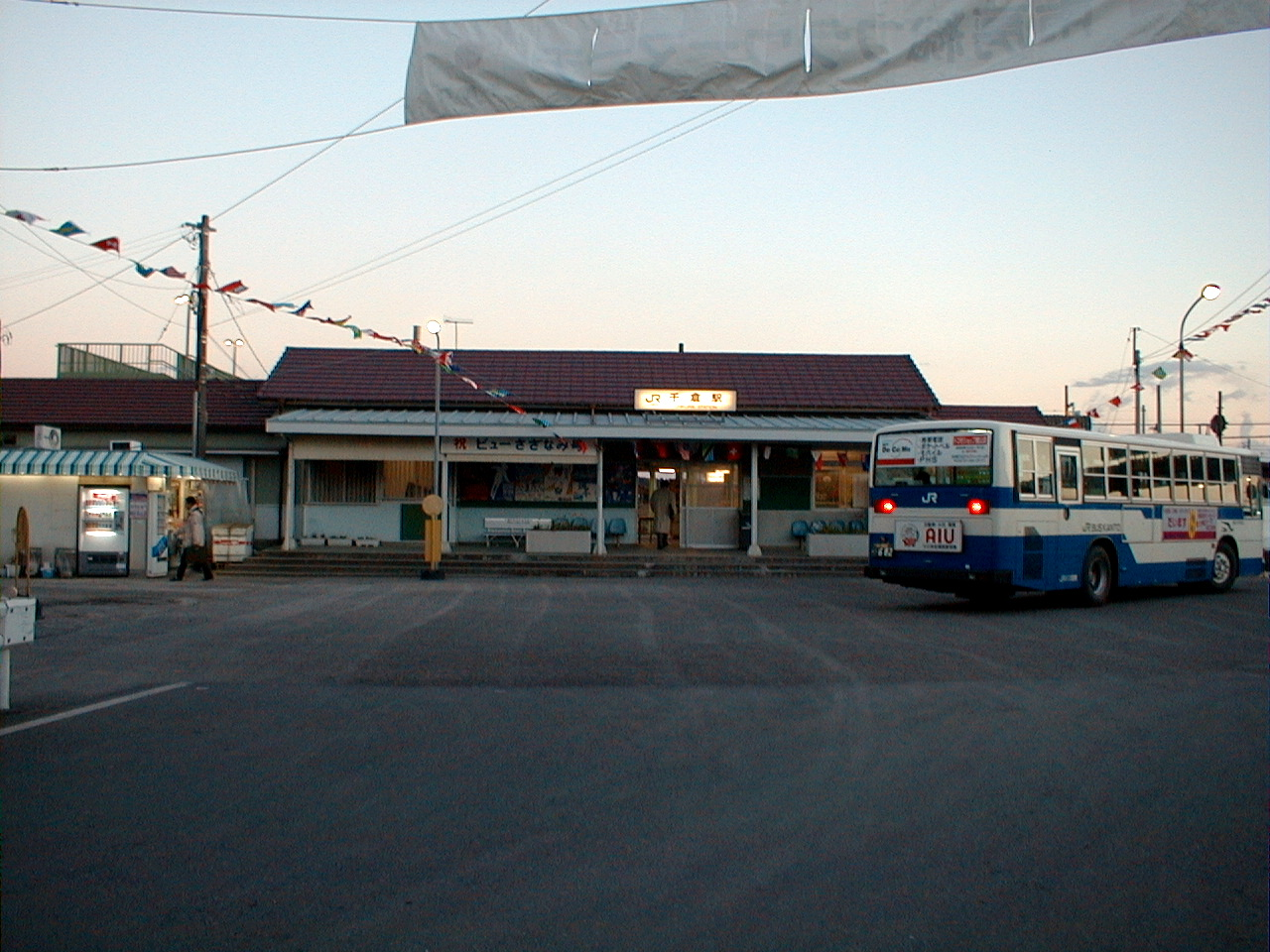
翻新前的車站大樓（1999年2月3日）
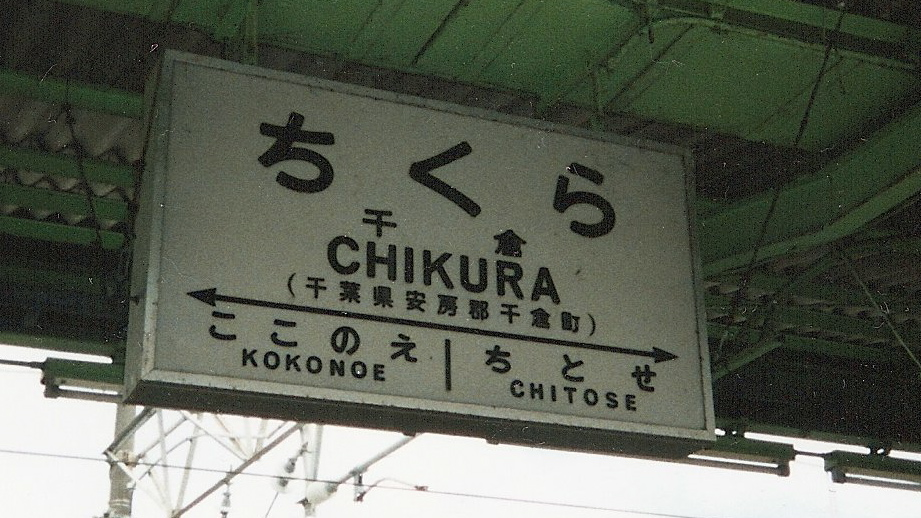
翻新前的車站資訊板（1999年8月）
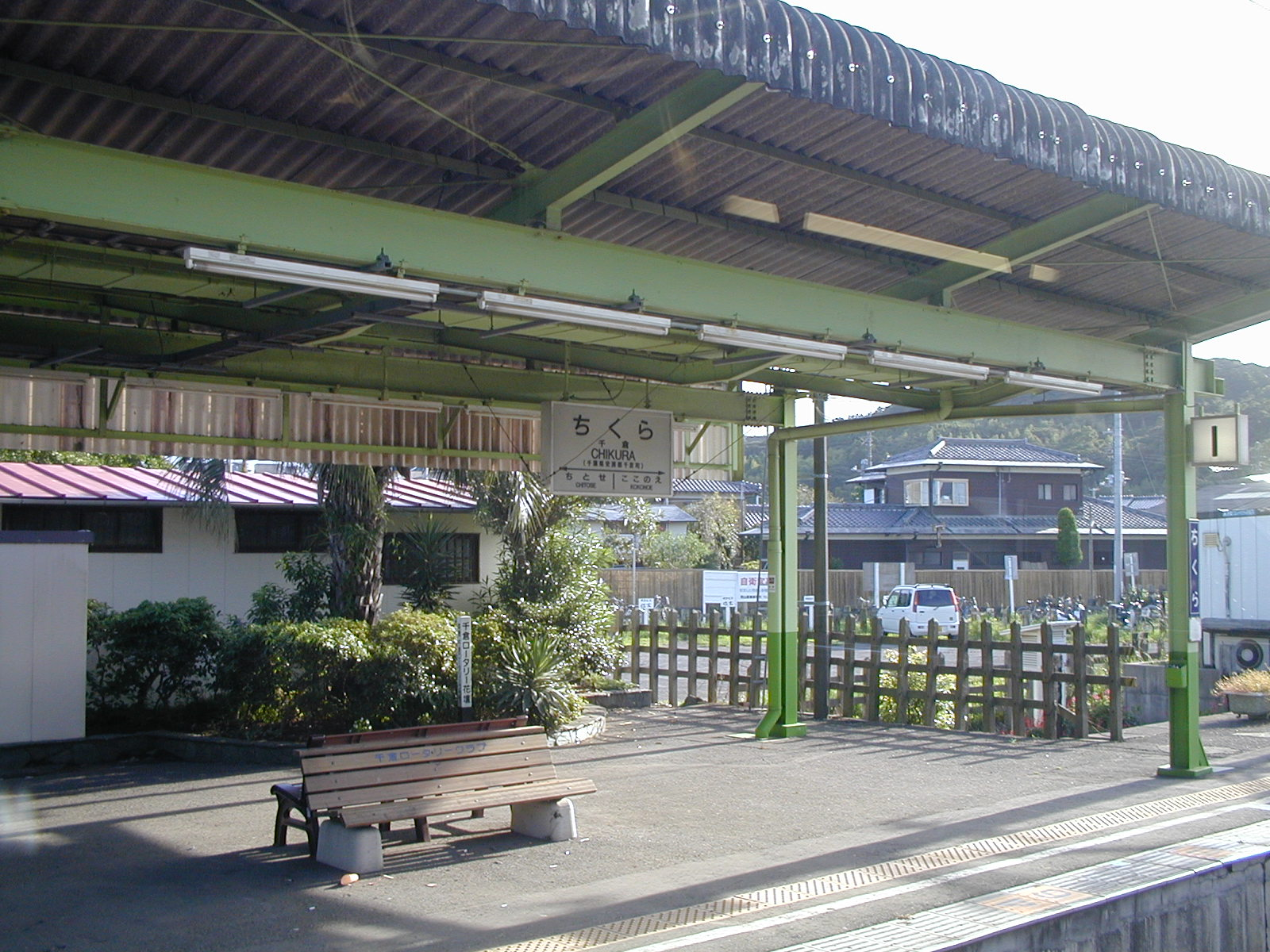
翻新前的車站月台（2000年9月10日）
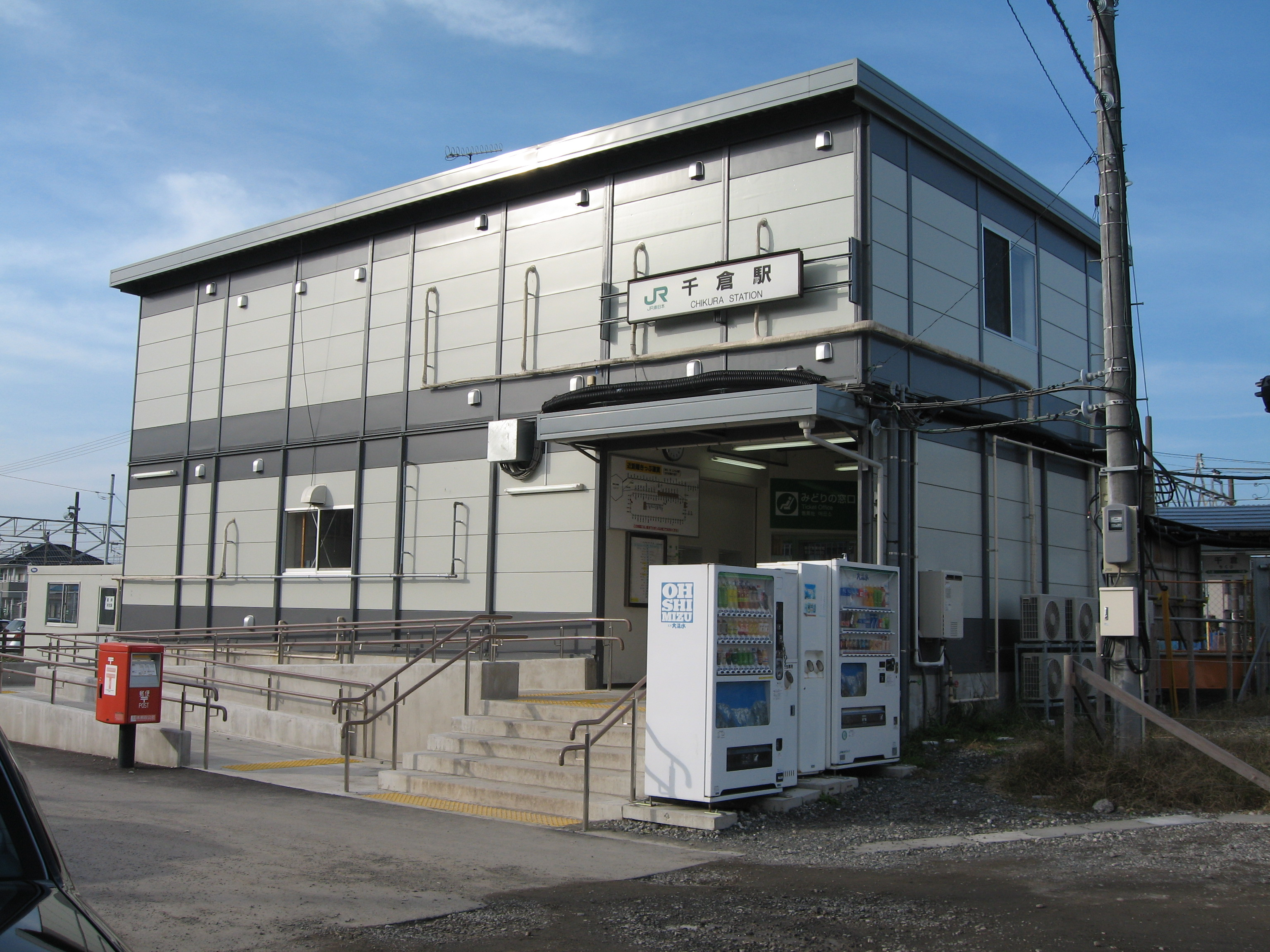
臨時車站大樓正面（2006年11月25日）

## 車站構造
此站是地面車站，設有1面1線的單式月台和1面2線的島式月台，共有2面3線的月台。3號月台靠山一方設有1條留置線。各月台之間設有跨線橋連接。
此站是由館山站管理的業務委託車站，委托了JR東日本車站服務負責車站業務。車站內設有自動售票機和簡易Suica閘機。
從前此站設有木造車站大樓。在2007年（平成19年）8月9日，新車站大樓開始使用，大樓內設有觀光詢問處。站前廣場的工程同時完成。
在2010年（平成22年）2月10日起，此站引入了外房線PRC型自動廣播（在路線上為內房線，但是由外房線CTC管轄）。

### 月台
| 月台 | 路線    | 上下行 | 方向           | 備註             |
| ---- | ------- | ------ | -------------- | ---------------- |
| 1    | ■內房線 | 上行   | 館山、千葉方向 |                  |
| 2    | ■內房線 | 下行   | 安房鴨川方向   |                  |
| 3    | ■內房線 | 上り   | 館山、千葉方向 | 只有部分列車使用 |

參考
| 運輸編號 | 月台 | 可容納車廂 | 安房鴨川方向到發 | 千葉方向到發 | 備註       |
| -------- | ---- | ---------- | ---------------- | ------------ | ---------- |
| 1        | 1    | 11卡       | 可到達或出發     | 可到達或出發 | 上行主本線 |
| 2        | 2    | 11卡       | 可到達或出發     | 可到達或出發 | 下行主本線 |
| 3        | 3    | 10卡       | 可到達或出發     | 可到達或出發 |            |
| 4        |      | 沒有月台   | 可到達或出發     | 可到達或出發 |            |

- 主本線可通過此站。
- 在3號月台出發列車中，只有在早上5時時段，從此站出發前往千葉的首班列車。該列車在前一日已經到達月台並停泊至翌日。
- 從前，留置線和2號月台設有列車停泊（截至2015年4月，再沒有停泊列車）。

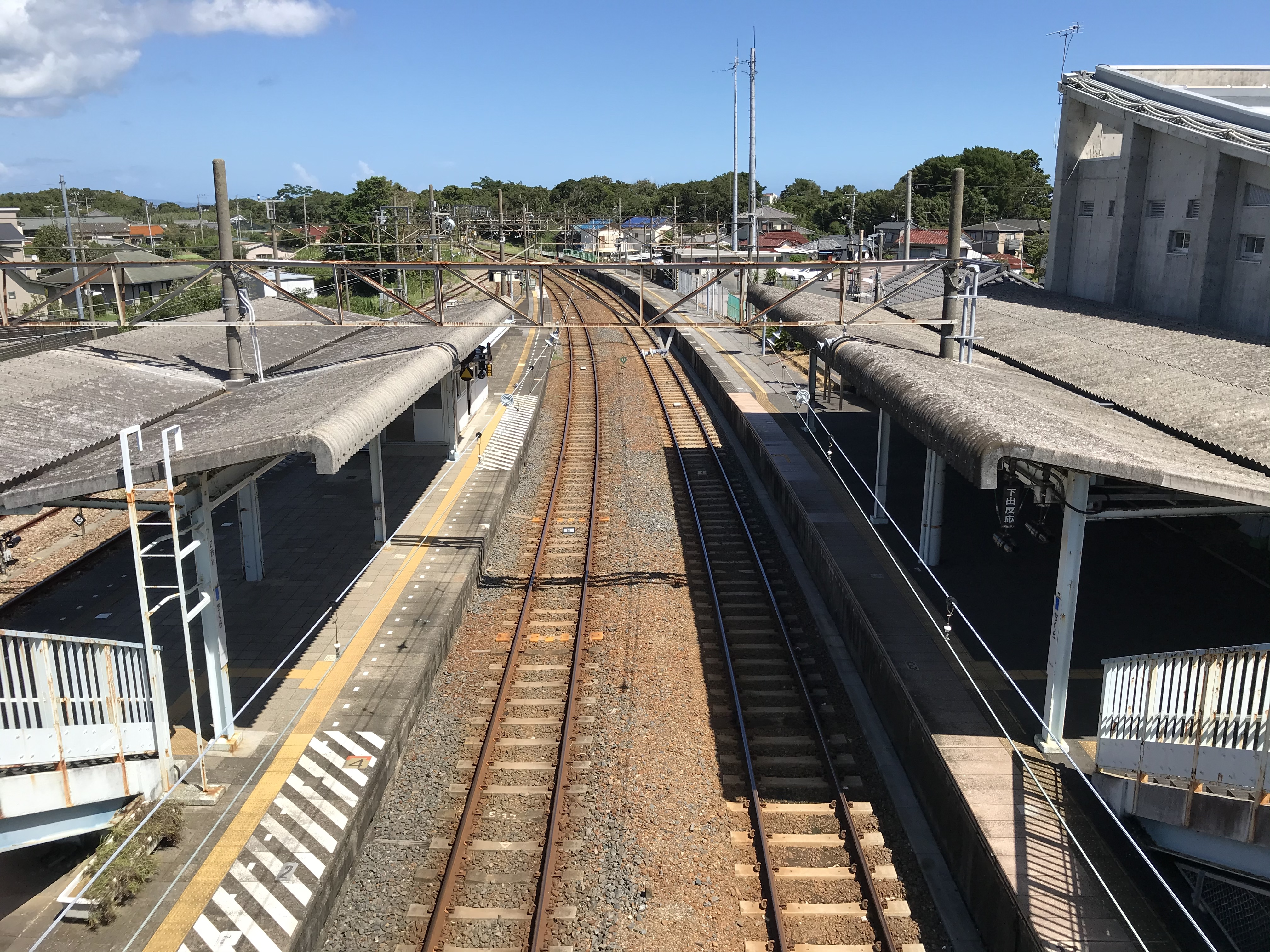
參考資料：「JR東日本全線【決定版】鉄道地図帳」 第4卷 「水戶、千葉分社管內編」 《學研》 2010年3月
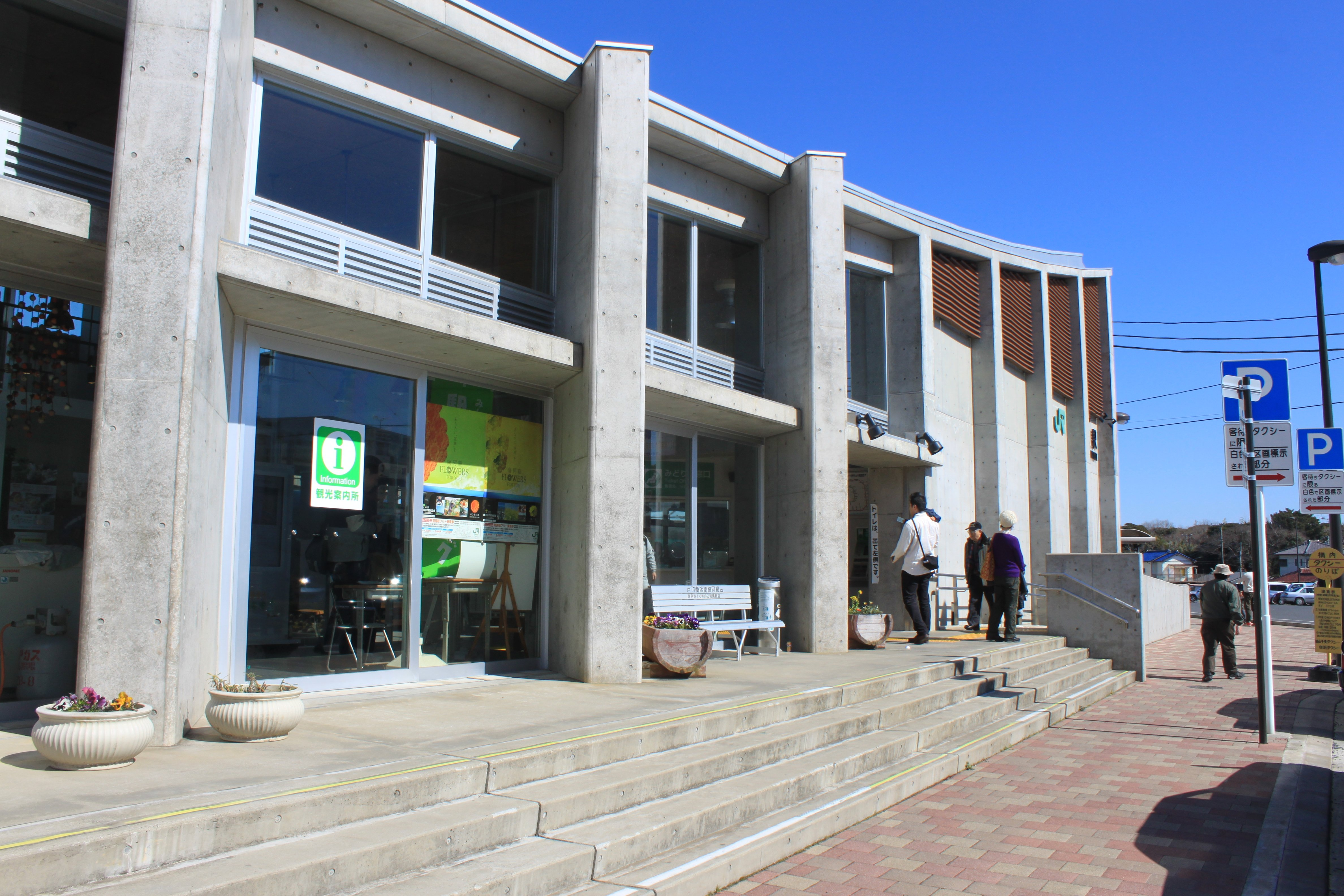
車站月台（2020年9月4日）
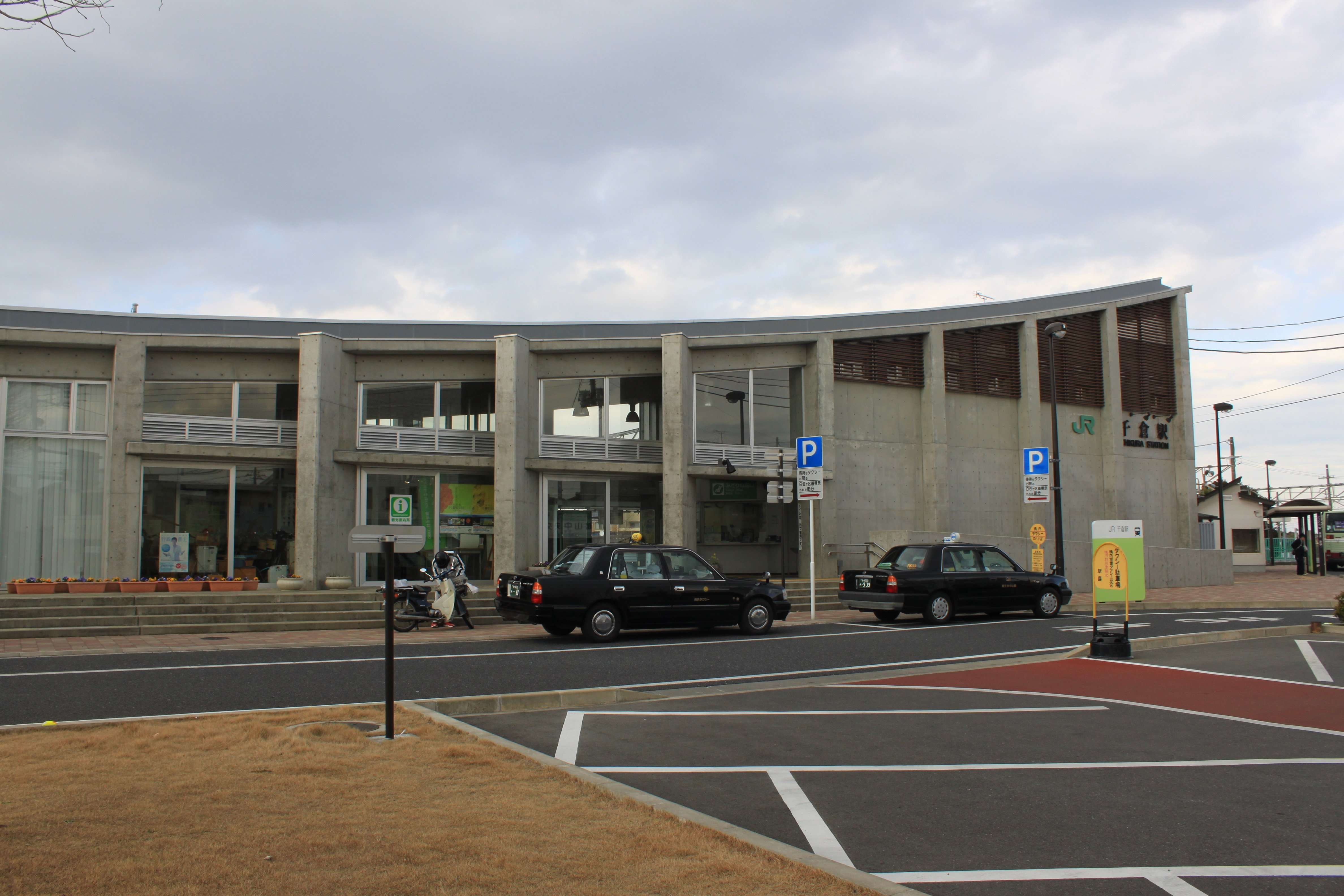
從西邊望向車站大樓（2012年2月18日）
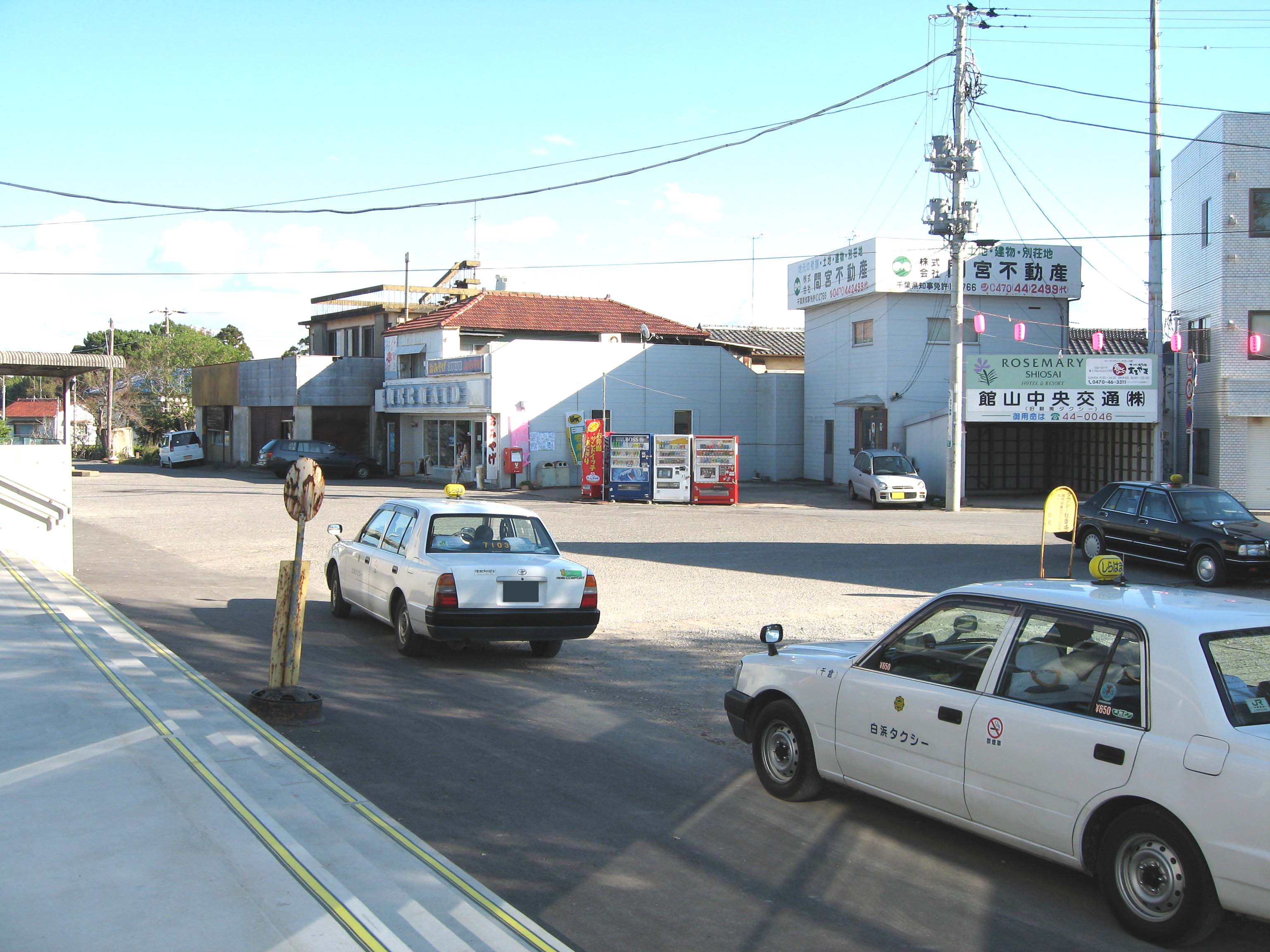
站前的士站（2012年2月17日）
- 站前（2007年11月22日）

## 使用狀況
在2019年（令和元年）度1日平均乘車人次為338人，以下為乘車人次變化列表：
| 乘車人次變化       | 乘車人次變化     | 乘車人次變化 |
| 年度               | 1日平均 乘車人次 | 參考資料     |
| ------------------ | ---------------- | ------------ |
| 1990年（平成02年） | 1,423            | [ * 1 ]      |
| 1991年（平成03年） | 1,422            | [ * 2 ]      |
| 1992年（平成04年） | 1,374            | [ * 3 ]      |
| 1993年（平成05年） | 1,327            | [ * 4 ]      |
| 1994年（平成06年） | 1,319            | [ * 5 ]      |
| 1995年（平成07年） | 1,239            | [ * 6 ]      |
| 1996年（平成08年） | 1,136            | [ * 7 ]      |
| 1997年（平成09年） | 1,070            | [ * 8 ]      |
| 1998年（平成10年） | 994              | [ * 9 ]      |
| 1999年（平成11年） | 920              | [ * 10 ]     |
| 2000年（平成12年） | 832              | [ * 11 ]     |
| 2001年（平成13年） | 790              | [ * 12 ]     |
| 2002年（平成14年） | 739              | [ * 13 ]     |
| 2003年（平成15年） | 711              | [ * 14 ]     |
| 2004年（平成16年） | 689              | [ * 15 ]     |
| 2005年（平成17年） | 696              | [ * 16 ]     |
| 2006年（平成18年） | 669              | [ * 17 ]     |
| 2007年（平成19年） | 649              | [ * 18 ]     |
| 2008年（平成20年） | 584              | [ * 19 ]     |
| 2009年（平成21年） | 558              | [ * 20 ]     |
| 2010年（平成22年） | 524              | [ * 21 ]     |
| 2011年（平成23年） | 457              | [ * 22 ]     |
| 2012年（平成24年） | 442              | [ * 23 ]     |
| 2013年（平成25年） | 438              | [ * 24 ]     |
| 2014年（平成26年） | 417              | [ * 25 ]     |
| 2015年（平成27年） | 406              | [ * 26 ]     |
| 2016年（平成28年） | 378              | [ * 27 ]     |
| 2017年（平成29年） | 349              | [ * 28 ]     |
| 2018年（平成30年） | 352              | [ * 29 ]     |
| 2019年（令和元年） | 338              |              |

## 車站周邊

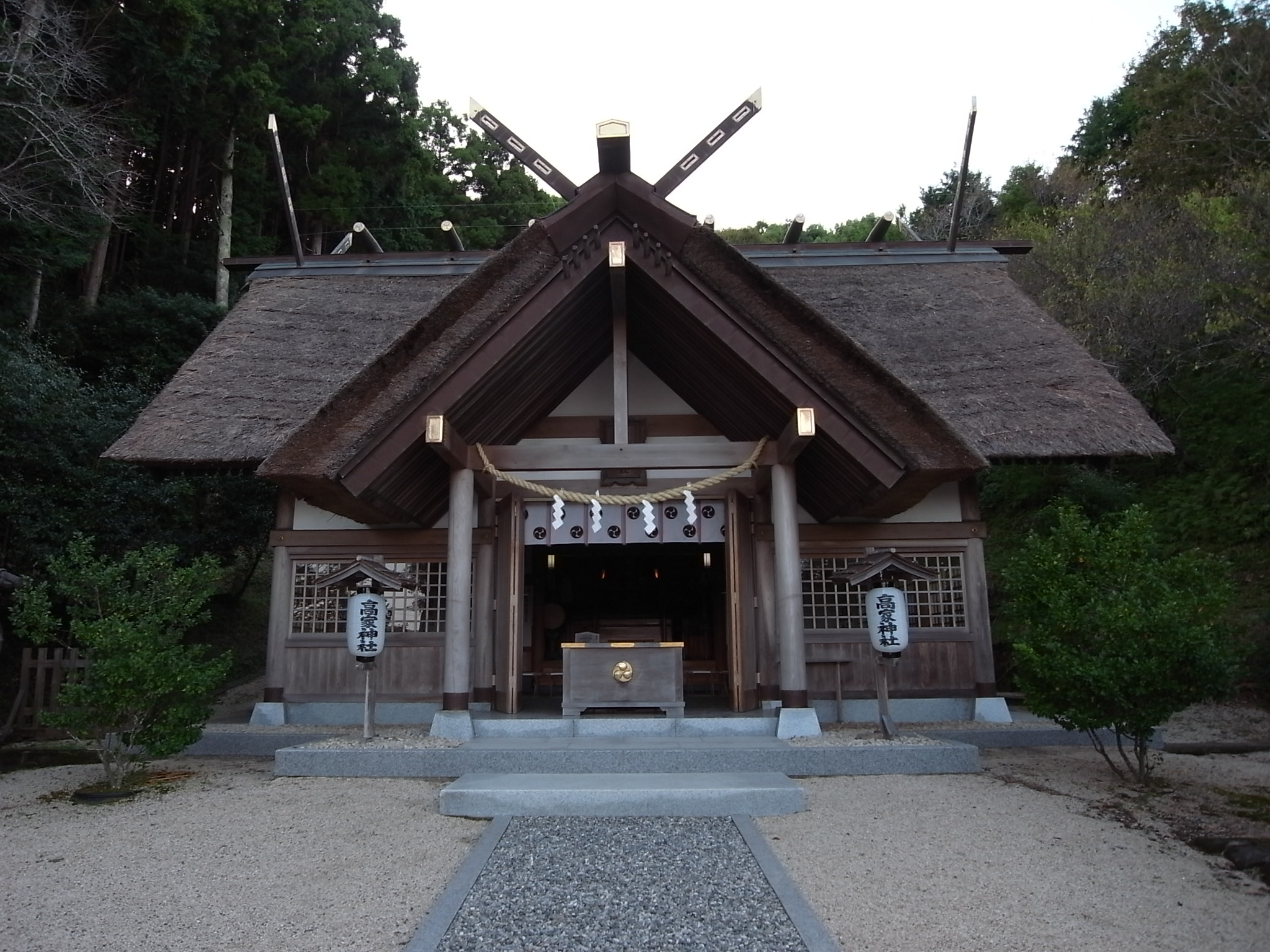
高家神社

此站是舊千倉町中心車站。在南房總市內最多人口居住的地區，但是沒有市政廳，只有許多行政設施。
車站南邊設有國道410號、千葉縣道241號千倉停車場線。車站西邊設有千葉縣道187號館山千倉線。車站附近設有千倉溫泉，沿國道410號上設有住宿設施。
- 千倉漁港（日语：千倉漁港）（步行約28分鐘）
- 南房總市政廳千倉分所（舊・千倉町（日语：千倉町）公所）
- 南房總市朝夷行政中心
- 南房總市千倉衛生中心
- 南房總市立千倉中學（日语：南房総市立千倉中学校）
- 南房總市立千倉小學
- 夕陽丘保育園
- 千倉圖書館
- 千倉汽車訓練學校（日语：千倉自動車教習所）
- 千倉牧田郵局
- 南房總市千倉B&G海洋中心（日语：ブルーシー・アンド・グリーンランド財団）
- KDDI千倉海底線中繼站
- 下立松原神社（日语：下立松原神社）
- 高家神社（日语：高家神社） - 料理之神[7]
- 千倉綜合運動公園
- 我們山遠足路線
- 瀨戶濱海岸

## 巴士路線
| 乘車處   | 系統           | 主要途經                                         | 目的地           | 巴士公司              | 備註 |
| -------- | -------------- | ------------------------------------------------ | ---------------- | --------------------- | ---- |
| 千倉站前 | 房總菜之花號   |                                                  | 東京站日本橋出口 | JR巴士關東 日東交通   |      |
| 千倉站前 | 南總里見號     | 木更津羽鳥野BS、蘇我站、千葉站                   | 千葉港站         | 日東交通 千葉城市巴士 |      |
| 千倉站   | 白濱千倉館山線 | 本千倉、安房平磯、白間津                         | 安房白濱         | 日東交通              |      |
| 千倉站   | 白濱千倉館山線 | 宇田、九重站前通、安房地域醫療中心、南總文化會堂 | 館山站           | 日東交通              |      |

## 相鄰車站
東日本旅客鐵道（JR東日本）
■內房線
九重－千倉－千歲

## 注腳

### 使用狀況
1. ↑  千葉縣統計年鑑 （页面存档备份，存于）（日語） - 千葉縣
2. ↑  南房総市統計書「データで見る南房総」 （页面存档备份，存于）（日語） - 南房總市

JR東日本2000年度以後的乘車人次
1. ↑  各駅の乗車人員（2000年度） （页面存档备份，存于）（日語） - JR東日本
2. ↑  各駅の乗車人員（2001年度） （页面存档备份，存于）（日語） - JR東日本
3. ↑  各駅の乗車人員（2002年度） （页面存档备份，存于）（日語） - JR東日本
4. ↑  各駅の乗車人員（2003年度） （页面存档备份，存于）（日語） - JR東日本
5. ↑  各駅の乗車人員（2004年度） （页面存档备份，存于）（日語） - JR東日本
6. ↑  各駅の乗車人員（2005年度） （页面存档备份，存于）（日語） - JR東日本
7. ↑  各駅の乗車人員（2006年度） （页面存档备份，存于）（日語） - JR東日本
8. ↑  各駅の乗車人員（2007年度） （页面存档备份，存于）（日語） - JR東日本
9. ↑  各駅の乗車人員（2008年度） （页面存档备份，存于）（日語） - JR東日本
10. ↑  各駅の乗車人員（2009年度） （页面存档备份，存于）（日語） - JR東日本
11. ↑  各駅の乗車人員（2010年度） （页面存档备份，存于）（日語） - JR東日本
12. ↑  各駅の乗車人員（2011年度） （页面存档备份，存于）（日語） - JR東日本
13. ↑  各駅の乗車人員（2012年度） （页面存档备份，存于）（日語） - JR東日本
14. ↑  各駅の乗車人員（2013年度） （页面存档备份，存于）（日語） - JR東日本
15. ↑  各駅の乗車人員（2014年度） （页面存档备份，存于）（日語） - JR東日本
16. ↑  各駅の乗車人員（2015年度） （页面存档备份，存于）（日語） - JR東日本
17. ↑  各駅の乗車人員（2016年度） （页面存档备份，存于）（日語） - JR東日本
18. ↑  各駅の乗車人員（2017年度） （页面存档备份，存于）（日語） - JR東日本
19. ↑  各駅の乗車人員（2018年度） （页面存档备份，存于）（日語） - JR東日本
20. ↑  各駅の乗車人員（2019年度） （页面存档备份，存于）（日語） - JR東日本

千葉縣統計年鑑
1. ↑  千葉縣統計年鑑（平成3年） （页面存档备份，存于）（日語）
2. ↑  千葉縣統計年鑑（平成4年） （页面存档备份，存于）（日語）
3. ↑  千葉縣統計年鑑（平成5年） （页面存档备份，存于）（日語）
4. ↑  千葉縣統計年鑑（平成6年） （页面存档备份，存于）（日語）
5. ↑  千葉縣統計年鑑（平成7年） （页面存档备份，存于）（日語）
6. ↑  千葉縣統計年鑑（平成8年） （页面存档备份，存于）（日語）
7. ↑  千葉縣統計年鑑（平成9年） （页面存档备份，存于）（日語）
8. ↑  千葉縣統計年鑑（平成10年） （页面存档备份，存于）（日語）
9. ↑  千葉縣統計年鑑（平成11年） （页面存档备份，存于）（日語）
10. ↑  千葉縣統計年鑑（平成12年） （页面存档备份，存于）（日語）
11. ↑  千葉縣統計年鑑（平成13年） （页面存档备份，存于）（日語）
12. ↑  千葉縣統計年鑑（平成14年） （页面存档备份，存于）（日語）
13. ↑  千葉縣統計年鑑（平成15年） （页面存档备份，存于）（日語）
14. ↑  千葉縣統計年鑑（平成16年） （页面存档备份，存于）（日語）
15. ↑  千葉縣統計年鑑（平成17年） （页面存档备份，存于）（日語）
16. ↑  千葉縣統計年鑑（平成18年） （页面存档备份，存于）（日語）
17. ↑  千葉縣統計年鑑（平成19年） （页面存档备份，存于）（日語）
18. ↑  千葉縣統計年鑑（平成20年） （页面存档备份，存于）（日語）
19. ↑  千葉縣統計年鑑（平成21年） （页面存档备份，存于）（日語）
20. ↑  千葉縣統計年鑑（平成22年） （页面存档备份，存于）（日語）
21. ↑  千葉縣統計年鑑（平成23年） （页面存档备份，存于）（日語）
22. ↑  千葉縣統計年鑑（平成24年） （页面存档备份，存于）（日語）
23. ↑  千葉縣統計年鑑（平成25年） （页面存档备份，存于）（日語）
24. ↑  千葉縣統計年鑑（平成26年） （页面存档备份，存于）（日語）
25. ↑  千葉縣統計年鑑（平成27年） （页面存档备份，存于）（日語）
26. ↑  千葉縣統計年鑑（平成28年） （页面存档备份，存于）（日語）
27. ↑  千葉縣統計年鑑（平成29年） （页面存档备份，存于）（日語）
28. ↑  千葉縣統計年鑑（平成30年） （页面存档备份，存于）（日語）
29. ↑  千葉縣統計年鑑（令和元年） （页面存档备份，存于）（日語）

## 外部連結
- 車站資訊（千倉）：東日本旅客鐵道（日語）